# Ботурче
Вижте пояснителната страница за други значения на Ботурче.
Ботурче е село в Южна България. То се намира в община Ивайловград, област Хасково.

## География
Село Ботурче се намира в планински район.